# Мур, Гордон (адмирал)
Сэр Гордон Мур (встречается также Арчибальд Мур, полное имя Арчибальд Гордон Генри Вилсон Мур англ. Archibald Gordon Henry Wilson Moore, 2 февраля 1862 — 2 апреля 1934) — британский флотоводец, адмирал флота, третий морской лорд и контролёр флота (см. Лорды — члены Комитета Адмиралтейства). Рыцарь-командор ордена Бани и командор Королевского Викторианского ордена.
Гордон Мур начал службу на флоте в 1882 году, участвовал в англо-египетской войне, получил звание капитана королевского военно-морского флота 17 июля 1901 года, чуть позже получил звание вице-адмирала. В 1907 году Гордон Мур получил назначение на должность секретаря (англ. Naval Assistant) Первого морского лорда. В 1909 году он был назначен директором департамента морской артиллерии (англ. Naval Ordnance and Torpedoes), в 1912 году Гордон Мур достиг вершины своей карьеры, когда стал третьим морским лордом и контролёром флота.
С начала Первой мировой войны Гордон Мур командовал 2-й эскадрой линейных крейсеров (англ. 2nd Battlecruiser Squadron), в августе 1914 года участвовал в сражении в Гельголандской бухте. В сражение у Доггер-банки был заместителем адмирала Дэвида Битти. С февраля 1915 года командовал 9-й эскадрой крейсеров (англ. 9th Cruiser Squadron), в 1917 году был назначен контролёром департамента главного военного механика (англ. Mechanical Warfare Department). Гордон Мур вышел в отставку в 1919 году.